# Bank Pekao
La Bank Pekao, acronimo di  Bank Polska Kasa Opieki Spółka Akcyjna in polacco, è il secondo gruppo bancario polacco. Il suo nome commerciale è Bank Pekao SA
La banca fa parte dell'indice di riferimento della Borsa di Varsavia, il WIG 20, ed è al terzo posto per capitalizzazione nell'indice, dopo il gruppo bancario PKOBP e quello petrolifero PKN Orlen.
Il suo volume d'affari nel 2006 era di 4,46 miliardi di złoty, circa 1,14 miliardi di euro, in crescita del 7,78 % rispetto al 2005. Il suo utile era di 1,72 miliardi di Złoty, circa 357,7 milioni di euro, in crescita 20,1 %.
Il suo logo rappresenta un Bison bonasus, animale tipico della Foresta di Białowieża.

## Identità

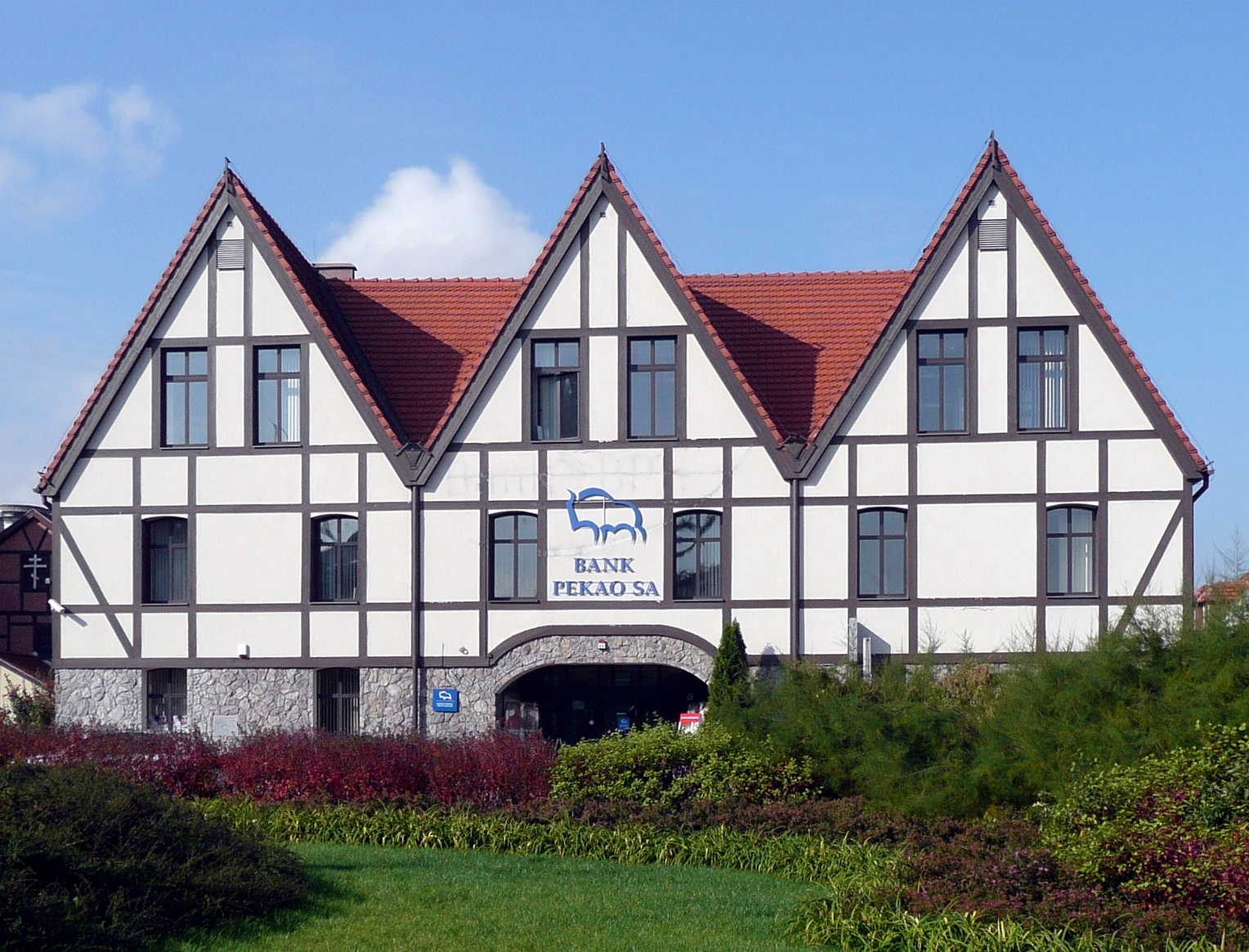
Una filiale della banca Pekao a Bydgoszcz

Pekao, che è sempre stata una banca orientata verso l'estero, si è "polonizzata" con la costituzione di un gruppo integrato nel 1996. La sfida per la banca e il settore era di sviluppare il mercato nazionale dopo la fine del comunismo e lo sviluppo del capitalismo e dell'iniziativa privata.
Le informazioni su questo sono obsolete.
Oggi Pekao ha perso il suo carattere internazionale in quanto fa parte di un gruppo, l'UniCredit, già internazionalizzato. È più Pekao che ha accresciuto la presenza della banca italiana che il contrario. Ormai essa serve da trampolino per il suo azionista di maggioranza per diffondere i suoi prodotti in Polonia e per svilupparsi nei paesi vicini. L'esempio principale è l'acquisizione da parte di Pekao nel novembre 2006 del 100% delle azioni di HVB Ukraine, precedentemente detenute da UniCredit (dopo l'acquisizione di HVB).
Questa situazione è simile a quella delle altre banche polacche, tutte di proprietà dei grandi gruppi mondiali, che ha rinforzato la concorrenza sul mercato bancario polacco.

## Storia
Pekao è stata fondata nel 1929 da Henryk Gruber, già direttore della Banca Postale Polacca (Pocztowa Kasa Oszczędności). Sulla costituzione le sue ambizioni erano internazionali con l'apertura di filiali in Francia, Argentina, Palestina britannica e Stati Uniti, destinate alle comunità polacche e ebraico-polacche all'estero.
Dopo la Seconda guerra mondiale, Pekao è stata nazionalizzata dal governo comunista, come tutto l'insieme delle aziende polacche. Di conseguenza, la missione di Pekao era quella di far entrare in Polonia la moneta straniera degli immigrati polacchi, pur proseguendo la sua espansione internazionale in Canada, Lussemburgo e Germania.
La forma attuale della banca risale al 1996, quando il governo polacco decide di incorporare in Pekao le banche Bank Depozytowo-Kredytowy SA di Lublino, Pomorski Bank Kredytowy SA di Stettino, e Powszechny Bank Gospodarczy SA di Łódź. Questa fusione aveva lo scopo di preparare l'azienda alla sua privatizzazione parziale, effettiva nel 1998, con la quotazione alla Borsa di Varsavia; un anno dopo il 52 % del capitale detenuto dallo Stato polacco fu ceduto ad un consorzio formato dalla banca italiana UniCredit e dalla compagnia di assicurazioni tedesca Allianz, completando la privatizzazione del gruppo.
Nel 2005, quando UniCredit acquisisce il secondo gruppo bancario tedesco, HVB, Pekao acquisisce la banca polacca Bank BPH, di proprietà di Bank Austria Creditanstalt, filiale del gruppo di Monaco di Baviera. Tuttavia BPH non è stata incorporata, e nel 2008 è stata venduta a GE Capital.
A dicembre 2016 UniCredit esce dalla banca ed incassa 3 miliardi: il 32,8% viene veduto alla compagnia assicurativa statale Powszechny Zakład Ubezpieczeń e ai fondi polacchi Polski Fundusz Rozwoju per 2,4 miliardi di euro (corrispondente a 1,42 volte il patrimonio netto). Il rimanente 7,3% del 40,1% complessivo ancora in mano a Unicredit è finito invece sul mercato tramite equity linked certificate per un controvalore di 500 milioni di euro.